# Pierre Champion
Pierre Champion (* 27. Februar 1880 in Paris; † 29. Juni 1942 in Nogent-sur-Marne) war ein französischer Historiker, Mediävist und Romanist.

## Leben und Werk
Champion studierte an der École nationale des chartes und schloss 1905 ab. Neben erfolgreichen literaturgeschichtlichen Arbeiten (siehe unten) publizierte er historische Werke über Jeanne d’Arc, Ludwig XI. und  über das 16. Jahrhundert, sowie einen Roman (Françoise au calvaire, Paris 1924).

Von 1919 bis zu seinem Tod war er Bürgermeister von Nogent-sur-Marne. Champion war von 1940 bis 1942 Mitglied der Académie des sciences morales et politiques (1940) sowie der Académie Goncourt.
Pierre Champion war der Sohn des Verlegers Honoré Champion (1846–1913) und der Bruder des Verlegers Edouard Champion (1882–1938).

## Werke (Romanistik)

### Autor
- La librairie de Charles d’Orléans, 2 Bde., Paris 1910, Genf 1975
- La vie de Charles d’Orléans 1394–1465, Paris 1911, 1969, 2010
- François Villon. Sa vie et son temps, 2 Bde., Paris 1913, 1933, Genf 1984, Paris 1985
- Histoire poétique du XVe siècle, 2 Bde., Paris 1923, 1928; Paris 1966
- Ronsard et son temps, Paris 1927, 1967
- Marcel Schwob et son temps, Paris 1927
- La vie de Paris au moyen âge, Paris 1933
- Catalogue de la bibliothèque de Marcel Schwob, précédé de Marcel Schwob parmi ses livres, Paris 1993

### Herausgebertätigkeit
- Le manuscrit autographe des poésies de Charles d’Orléans, Paris 1907, Genf/Paris 1975
- Charles d’Orléans, Poésies, 2 Bde., Paris 1924–1927; 1971, 2010
- Les oeuvres complètes de Marcel Schwob (1867–1905), 10 Bde., Paris 1927–1930; 5 Bde.,Genf 1985
- Les cent nouvelles nouvelles, 3 Bde., Paris 1928, Genf 1977
- Le Roman de Tristan et d’Iseult, Paris 1928, 1938, Monaco 1943, Brüssel 1947, 1965, Paris 1958, 1967, 1979